# 코렐브랜드코리아
코렐브랜드코리아(영어: Corelle Brands Korea)는 미국의 주방용품 제조 기업이다. 코렐 브랜드의 한국지사는 서울특별시 강남구에 위치해 있다.

## 같이 보기
- 삼성코닝어드밴스드글라스유한회사 - 미국의 코닝사 특수유리사업부문